# Binoculares de teatro

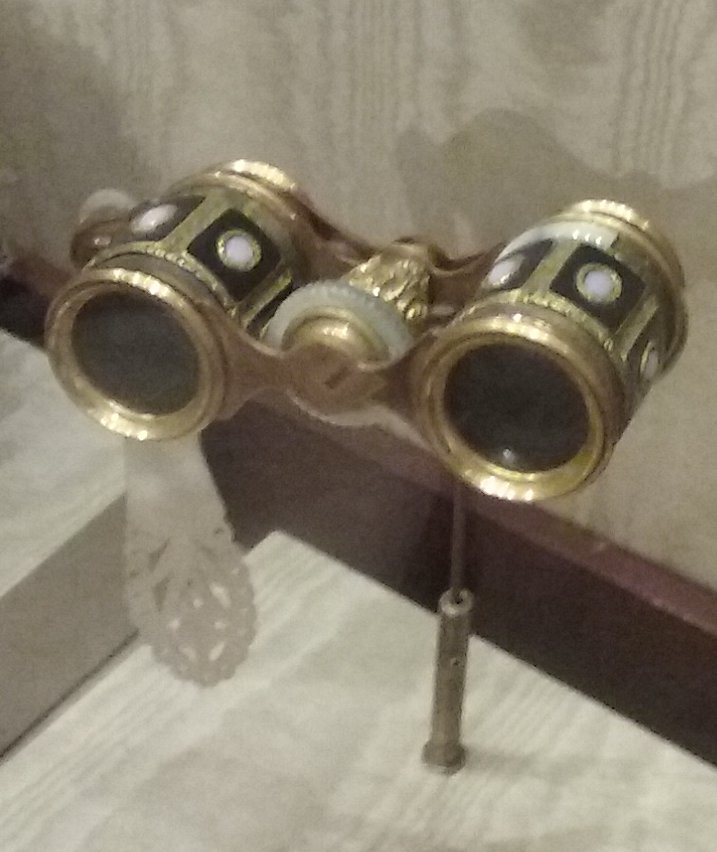
Gemelos de teatro. Bronce, nácar y ópalo. Siglo XIX. Museo del Romanticismo (Madrid). (Objeto cedido por el MNAD)

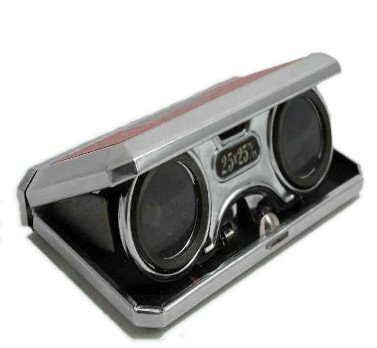
Binoculares plegables

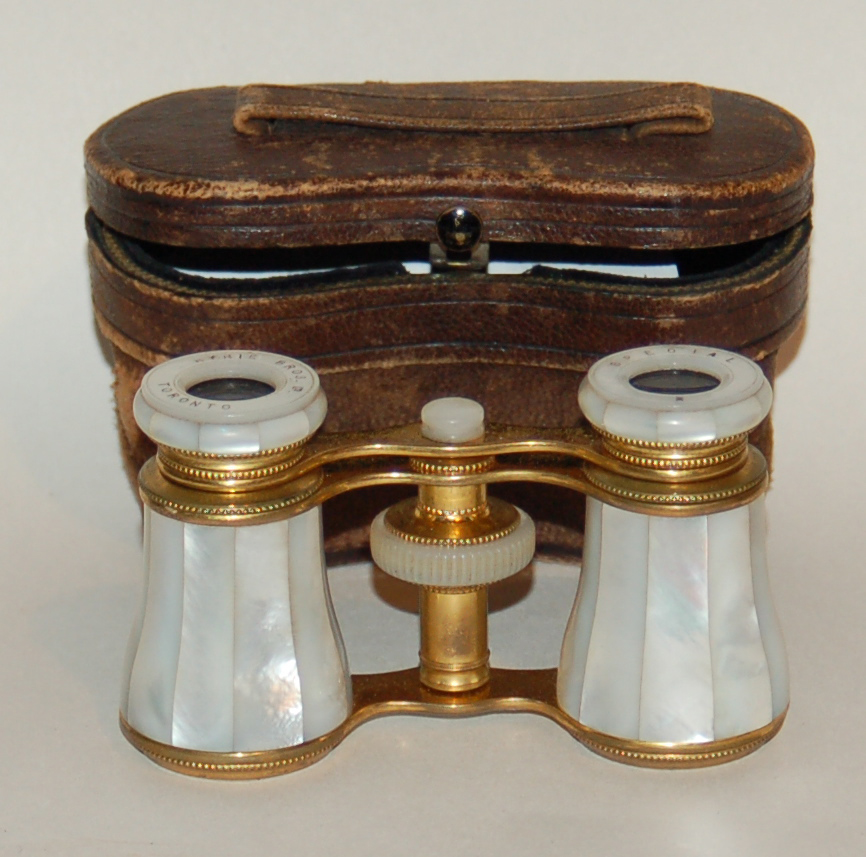
Binoculares de teatro de nácar con funda de cuero.

Los binoculares, prismáticos o anteojos de teatro o de ópera, también conocidos como binoculares galileanos, son dispositivos ópticos compactos de pequeño poder de aumento, normalmente utilizados por el público en espectáculos teatrales u operísticos para apreciar mejor los detalles de lo que sucede en el escenario.
Se suelen diseñar con magnificaciones de hasta 5× (habitualmente 3×) para minimizar el temblor en las imágenes y mantener un amplio campo de visión. El diseño de muchos anteojos de ópera modernos de tipo ornamental está basado en el de algunos impertinentes, muy populares en el siglo XIX.
La London Opera Glass Company, fundada en 1913, mantiene a la venta este tipo de anteojos en muchos de los teatros del West End de Londres.

## Modelos plegables
Una versión posterior de los clásicos binoculares de teatro del siglo XIX se hizo popular a mediados del siglo XX. Consisten en cuatro lentes (dos oculares y dos objetivos) montadas en el interior de una pequeña caja metálica rectangular (de aluminio o acero, aunque también existen versiones más baratas en plástico). Cuando se abre la tapa de la caja, las lentes se elevan mediante un sencillo mecanismo articulado, formando un prisma triangular con las dos tapas, conformando unos sencillos binoculares.
Su principal ventaja es el poco espacio que ocupan una vez plegados (sus dimensiones son un poco mayores que las de un billetero, por lo que se pueden llevar fácilmente en un bolsillo), y además la propia caja sirve de funda protectora del binocular.